# Jean Baptiste Budes de Guébriant

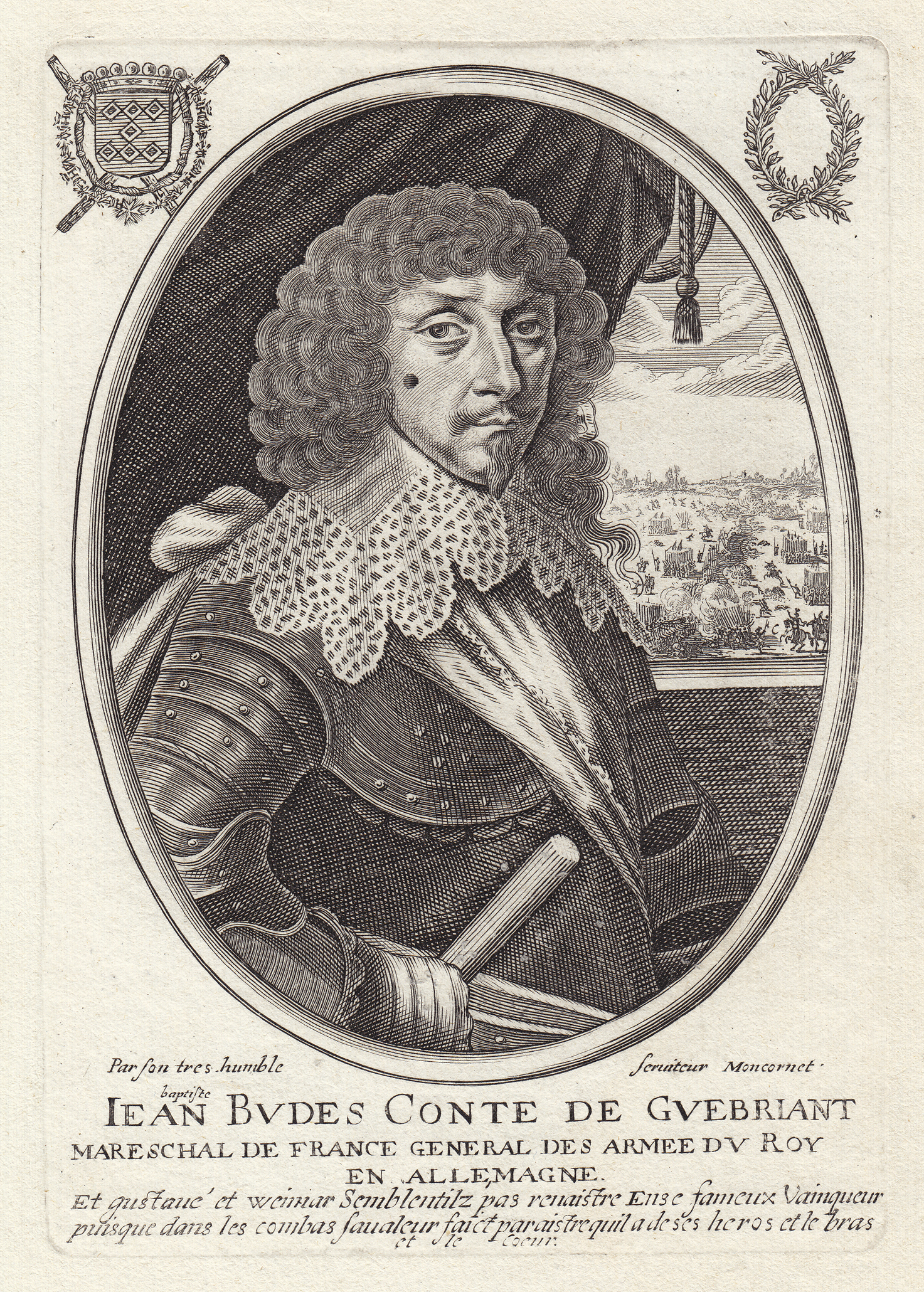
Jean Baptiste Budes de Guébriant von Balthasar Moncornet, ca. 1642.

Jean Baptiste Budes de Guébriant (* 1602 in Plessis-Budes; † 24. November 1643 in Rottweil im Dominikanerkloster) war ein Marschall von Frankreich.
Guébriant stammte aus einem alten Adelsgeschlecht der Bretagne und kämpfte im Dreißigjährigen Krieg seit 1635 unter dem Herzog Bernhard von Weimar in Deutschland. Nach dessen Tod schloss Guébriant am 9. Oktober 1639 mit den weimarischen Offizieren einen Vertrag, durch den die Truppen des Herzogs unter französischen Befehl kamen. Er half im Juni 1641 mit, die kaiserlichen Truppen bei Wolfenbüttel zu schlagen und führte Ende des Jahres sein plünderndes und raubendes Heer an den Niederrhein.
Nach seiner Erhebung zum Marschall besiegte er am 17. Januar 1642 den kaiserlichen General Lamboy in der Schlacht bei Kempen und versuchte anschließend vergebens die Welfen-Herzöge von Braunschweig davon abzuhalten mit dem Kaiser Frieden zu schließen. Er stand Ende 1642 vor der sächsischen Grenze, wo die Schweden unter Lennart Torstenson nach ihrem Sieg in der Schlacht bei Breitenfeld (1642) gerade Leipzig belagerten. Da die Schweden die sächsischen Quartiere nicht teilen wollten zog Guébriant mit nur noch 7.000 Mann an den Main und schließlich nach Württemberg. Da ihn dort die bayerischen Truppen bedrängten zog er sich bis Januar 1643 unter dem Verlust von 1.600 Mann nach Breisach am Rhein zurück.
Anfang 1643 schlug er sich in Württemberg, wurde aber über den Rhein gedrängt. Kardinal Mazarin gab die Devise aus: „Rottweil ist das Tor zu Schwaben“. Im Bestreben, den Krieg nach Bayern hin auszuweiten, belagerte er zweimal Rottweil, zunächst im Juli erfolglos. Im November erfolgte die zweite Belagerung, dabei wurde Guébriant von einer Kugel der rechte Ellenbogen zerschmettert und der Arm musste ihm abgenommen werden.
Am sechsten Tag der Belagerungen schossen die Franzosen eine Bresche beim Mehlsack, dem Turm an der Südwestecke der Rottweiler Stadtbefestigung. Der eingeschüchterte bayerische Kommandant in Rottweil übergab die Stadt trotz heftigen Widerspruchs des Rates und der Bürger am 19. November 1643 an den Feind und die Franzosen zogen ein.
Der verwundete Guébriant ließ sich von Rottenmünster ins Dominikanerkloster bringen, an seiner Wunde war der Wundbrand eingetreten. Am 24. November starb Guébriant im Dominikanerkloster. In der Winterschlacht von Tuttlingen am 24. November 1643 schlugen die kaiserlichen Truppen unter Mercy die Franzosen so, dass diese sich über den Rhein zurückziehen mussten. Nach wenigen Tagen Besetzung war Rottweil wieder befreit. Die Franzosen unter Reinhold von Rosen begruben die Eingeweide des toten Marschalls im Chor der Dominikanerkirche und nahmen den Leichnam Guébriants nach Frankreich mit, wo er in der Kathedrale Notre-Dame in Paris bestattet wurde, so entstand der Spruch:
Da Marschall Guébriant hot’s Herz und d’Kuttla z’Rottweil gla. (Der Marschall Guébriant hat das Herz und die Eingeweide in Rottweil gelassen.)
Ebenfalls in Rottweil befand sich zur gleichen Zeit der verwundete General Georg Christoph von Taupadel.
Marschall Guébriant war mit Renée Crespin du Bec de Vardes verheiratet.